# Feliz
Feliz là một đô thị thuộc bang Rio Grande do Sul, Brasil. Đô thị này có diện tích 96,232 km², dân số năm 2007 là 11679 người, mật độ 121,36 người/km².